# Marfa (Texas)
Marfa è una città e il capoluogo della contea di Presidio nello Stato del Texas, negli Stati Uniti. La popolazione era di 1 788 abitanti al censimento del 2020.
È una meta turistica e un importante centro per l'arte minimalista. Di particolare interesse sono il Building 98, la Fondazione Chinati, negozi di artigianato, edifici storici, una piazza in stile classico, mostre di arte moderna, gallerie d'arte e le luci di Marfa.

## Geografia fisica
Secondo l'Ufficio del censimento degli Stati Uniti, ha una superficie totale di 1,63 mi² (4,22 km²).
È situata nella parte superiore del Trans-Pecos, nella regione del Texas occidentale, tra i monti Davis e il parco nazionale di Big Bend.

## Storia

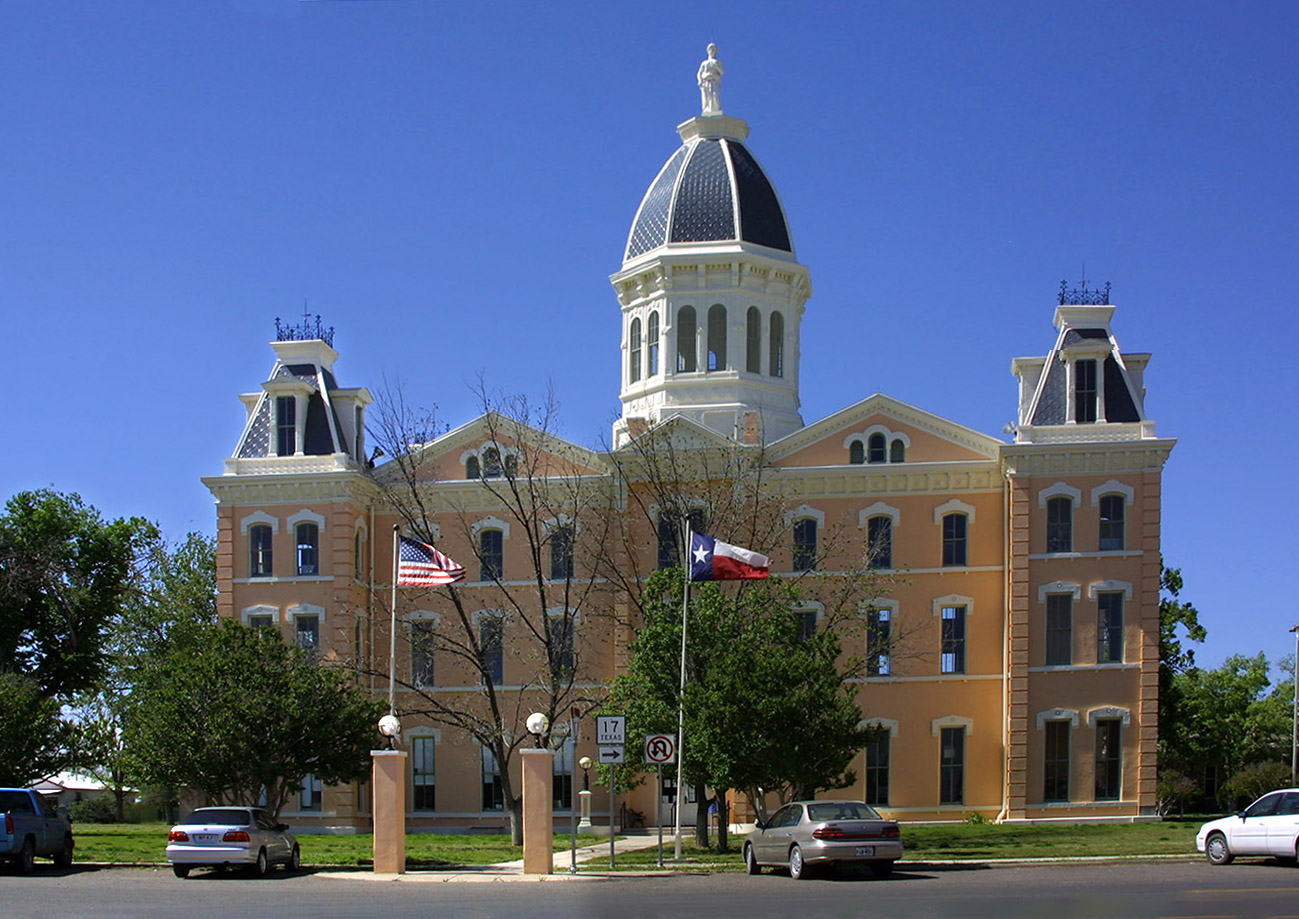
Il tribunale della contea di Presidio a Marfa

Marfa è stata fondata agli inizi del 1880 come fermata per il rifornimento d'acqua delle locomotive a vapore. La città prese il nome di Marfa (Martha in inglese) su suggerimento della moglie di un dirigente ferroviario. Secondo alcuni storici, prende il nome da uno dei personaggio del romanzo I fratelli Karamazov di Fëdor Dostoevskij. In realtà, deve il suo nome a Marfa Strogoff, un personaggio del romanzo Michele Strogoff di Jules Verne.
Dal 1909 al 1965, studenti di origine ispanica furono vittime di segregazione presso la Blackwell School. La scuola è stata insignita come patrimonio nazionale culturale nel 2022.
Durante gli anni 1920 la città visse un periodo di crescita.
Il Marfa Army Air Field era una base militare attiva durante la seconda guerra mondiale, con lo scopo di addestrare piloti; tra questi, vi era anche l'attore Robert Sterling. Inoltre, veniva anche utilizzata per addestrare il battaglione chimico dell'esercito degli Stati Uniti. La base militare è stata chiusa nel 1945.
La città in seguito visse un periodo di declino, dovuto alla chiusura della base militare e alla siccità, che aveva portato grossi danni all'industria agricola. Nel 1973, Donald Judd acquistò delle proprietà in città, con il compito di ristrutturarle. Allo stesso tempo, aveva anche favorito la crescita dell'interesse per l'arte bohémien. Nel 2012, Vanity Fair ha descritto la città come un "parco giochi" per "pionieri e pellegrini del mondo dell'arte".

## Società

### Evoluzione demografica
Secondo il censimento del 2020, la popolazione era di 1 788 abitanti.